# Vermelho reativo 7
Vermelho reativo 7 ou Rubina Cibacron R é o composto orgânico, corante azo-composto, de fórmula C25H15ClN7Na3O11S3 e massa  molecular 790,05. Apresenta-se comercialmente como um pó azul escuro. Classificado com o número CAS 12226-06-1, C.I. 17912 e CBNumber CB91485821. É solúvel em água onde forma uma solução vermelho brilhante.

## Obtenção
É obtido pela diazotação do ácido 3-amino-4-hidroxibenzenossulfônico e copulação com o ácido 7-amino-4-hidroxinaftaleno-2-sulfônico em condições alcalinas, e então condensação com 2,4,6-tricloro-1,3,5-triazina e ácido 3-aminobenzenossulfônico, eventualmente formando complexo de cobre.

## Usos
Possui uso na coloração de materiais têxteis e celulose, permitindo inclusive a metilação do material celulósico colorido.
Apresenta interação com fosfodiesterase e lactato desidrogenase.